# Obywatel świata (album)
Obywatel świata – album Obywatela G.C wydany w 1992 roku, nakładem wydawnictwa Arston.

## Lista utworów
Strona A
1. „Obywatel świata” – 4:18
2. „Piosenka dla Weroniki” – 4:36
3. „Nigdy nie mów na zawsze” – 4:54
4. „Powoli spadam” – 5:31

Strona B
1. „Witajcie w zoo” – 5:18
2. „Umarła klasa” – 4:29
3. „Za późno wysłałaś list” – 5:07
4. „Tobie wybaczam (Czyli misja)” – 7:04

Harlequin
1. „Zasypiasz sama” – 5:03

Pierwsze wersje do filmu „Obywatel Świata”
1. „Obywatel świata (Pierwsza wersja)” – 4:22
2. „Piosenka dla Weroniki (Pierwsza wersja)” – 4:34
3. „Nigdy nie mów na zawsze (Pierwsza wersja)” – 5:08
4. „Powoli spadam (Pierwsza wersja)” – 5:29
5. „Za późno wysłałaś list (Pierwsza wersja)” – 5:08
6. „Po wojnie” – 2:09

## Twórcy
Muzycy
- Grzegorz Ciechowski – śpiew, instrumenty klawiszowe, flet, akordeon, programowanie
- Maciej Hrybowicz – gitara elektryczna (2,7), gitara akustyczna (2,6,7)
- Marcin Otrębski – gitara elektryczna (1,3,4,6)
- Zbigniew Krzywański – gitara elektryczna (8)
- Krzysztof Ścierański – gitara basowa (1,2,6,7)
- Leszek Biolik – gitara basowa (8)
- Zbigniew Wegehaupt – kontrabas (4)
- José Torres – instrumenty perkusyjne (8)
- Steven Ellery – saksofon (8)
- Waldemar Kurpiński – klarnet (4)
- Robert Majewski – trąbka (1,2,3)
- Sławomir Ciesielski – perkusja (8)
- Amadeusz Majerczyk – perkusja (7)
- Kayah – śpiew (3,4,6,7)
- Małgorzata Potocka – śpiew (1,2)
- Borys Somerschaf – fortepian (8), śpiew (5,8)
- Leszek Kamiński – organy kościelne (8)

- Kwartet smyczkowy w składzie:
  - Piotr Grabowicz
  - Marek Jankowski
  - Szymon Sadowski
  - Andrzej Sarosiek

Personel
- Leszek Kamiński – realizacja nagrań
- Jerzy Tolak – kierownictwo produkcji, manager
- Andrzej Świetlik – foto
- Piekarski Design – projekt graficzny